# غيلبرتو أرياس
غيلبرتو أرياس (بالإسبانية: Gilberto Arias)‏ هو محامي بنمي، ولد في 1960.